# Comuna de Starogard Gdański
Starogard Gdański (polaco: Gmina Starogard Gdański) é uma gminy (comuna) na Polónia, na voivodia de Pomerânia e no condado de Starogardzki. A sede do condado é a cidade de Starogard Gdański.
De acordo com os censos de 2004, a comuna tem 13 193 habitantes, com uma densidade 67,3 hab/km².

## Área
Estende-se por uma área de 196,16 km², incluindo:
- área agrícola: 61%
- área florestal: 28%

## Demografia
Dados de 30 de Junho de 2004:
|                      | Total   | Total | Mulheres | Mulheres | Homens  | Homens |
| -------------------- | ------- | ----- | -------- | -------- | ------- | ------ |
|                      | pessoas | %     | pessoas  | %        | pessoas | %      |
| População            | 13 193  | 100   | 6482     | 49,1     | 6711    | 50,9   |
| Densidade (pop./km²) | 67,3    | 100   | 33       | 33       | 34,2    | 34,2   |

De acordo com dados de 2005, o rendimento médio per capita ascendia a 1868,12 zł.

## Comunas vizinhas
- Bobowo, Lubichowo, Pelplin, Skarszewy, Starogard Gdański, Subkowy, Tczew, Zblewo